# マルバツユクサ
マルバツユクサ（Commelina benghalensis）は、ツユクサ科の植物。ツユクサに似ているが葉先が丸い。

## 特徴
茎が地面を這って伸びる1年生の草本。背丈は30-90cmにまでなる。茎には粗い毛が一面に生えており、基部から叉状に分枝し、節ごとに根を下ろす。葉には区別出来る葉柄があり、葉身は長さは2.5-8cm、幅は1.2-4.5cm。卵形から卵状長楕円形で先端は尖らず、基部は次第に細くなるものから心形のものまである。葉の縁は波状になる。葉の両面には毛があり、鞘は膜質で長さ1-2cm、立ち上がる毛が多い。
花は7-10月に付く。花を包む苞は短い柄があって扇形から洋梨型で立った毛がある。苞の基部は両側が合着して漏斗状になる。花はツユクサよりやや小柄で青い花弁は長さ4-5mmほど。また秋になると地下に閉鎖花を往々に生じる。

## 分布
本州の関東以西から琉球列島までと小笠原に見られる。国外ではアジアからアフリカの熱帯に広く分布がある。日本では海岸近い砂質の地に生える。

## 近似種など
普通のツユクサ（C. communis）とは葉先が尖らないことと苞が漏斗状に合着することで容易に区別出来る。沖縄には苞がやはり漏斗状になるホウライツユクサ（C. auriculata）があるが、この種は葉先が尖り、種子の表面が滑らかである。

## 利用
日本では特に利用はないが、海外では時に食用・薬用される。中国では、利尿、解熱、抗炎症作用を持つ薬草とされる。パキスタンでは、野菜や動物の飼料として使われるほか、炎症やハンセン病の治療薬、下剤などとして用いられる。。ネパールでは若い葉が野菜となり、すりつぶして火傷に対し用いるほか、根から汁を作って消化不良に対して用いる。インドでは救荒食物としての記録がある。 東南アジアとアフリカでは、飼料や湿布して用いられる。

## ギャラリー

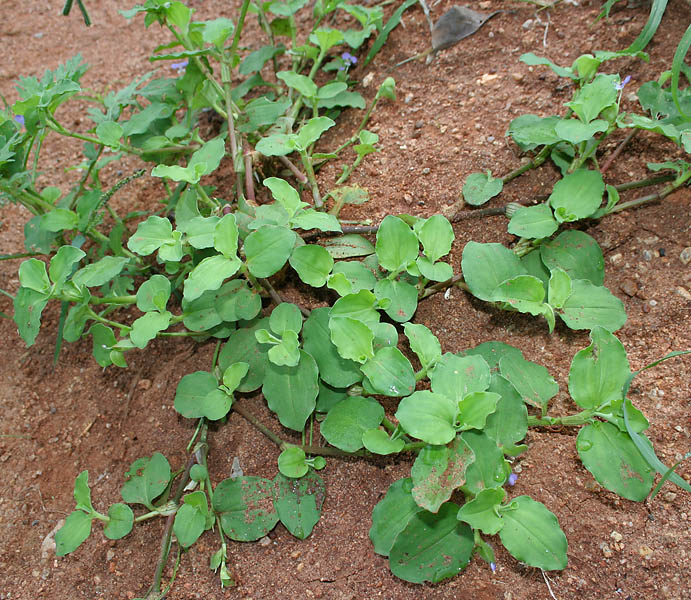
生えている様子
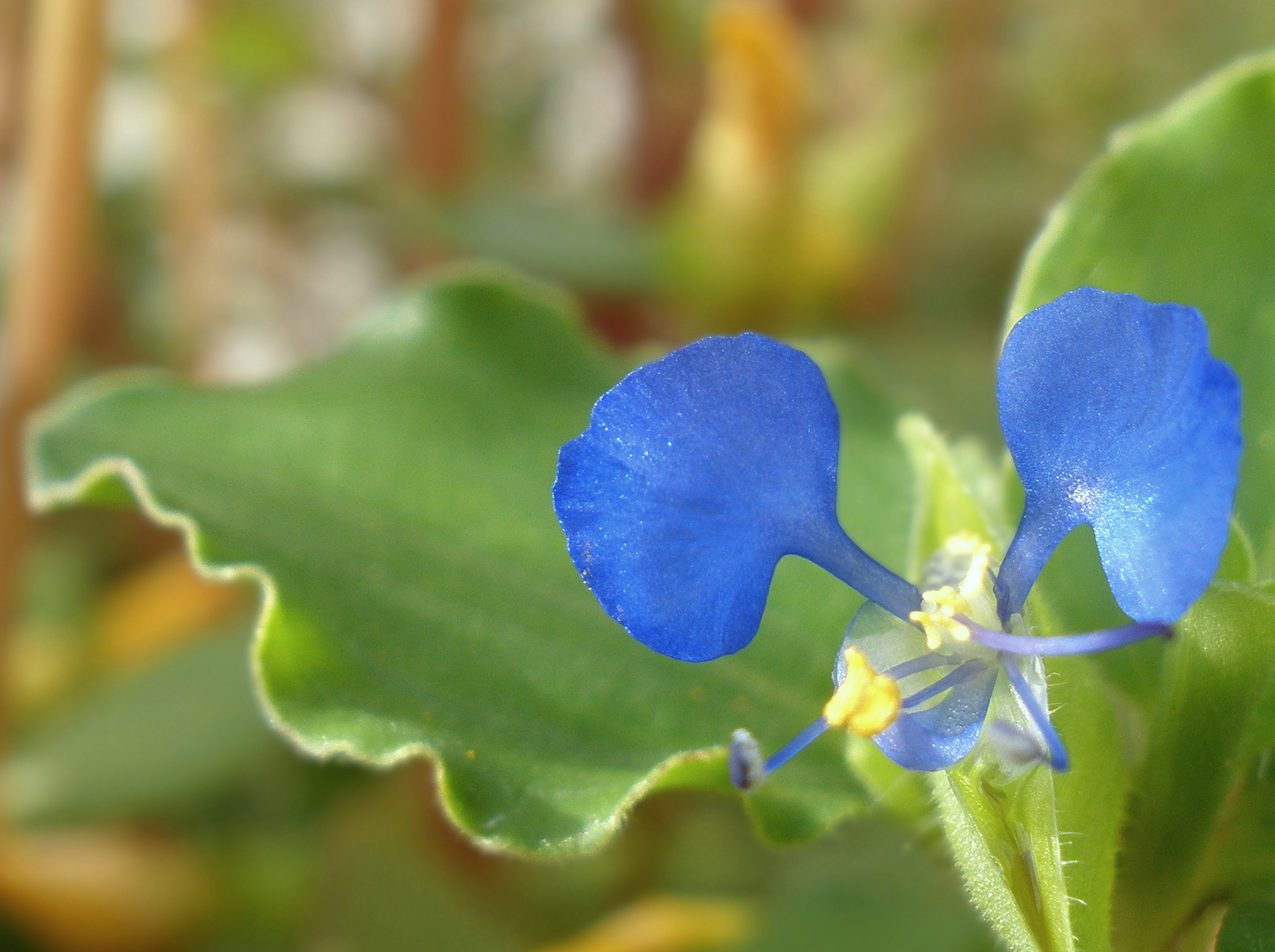
葉の縁は波打つことも
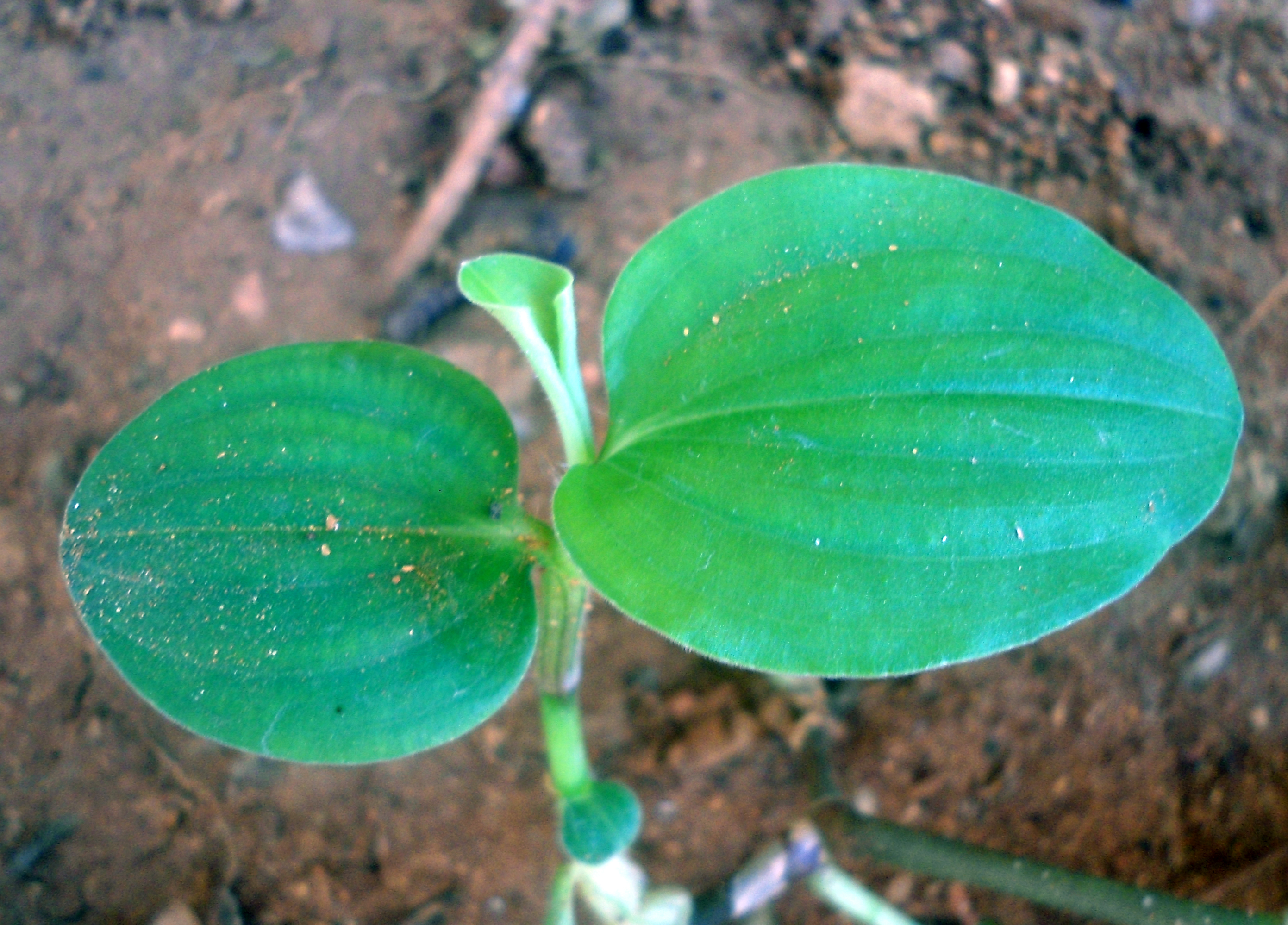
葉の形